# Thomas Schoorel
Thomas Schoorel (n. 8 de abril de 1989) es un tenista profesional neerlandés.
Schoorel ganó el Torneo Masters Neerlandés en diciembre de 2010, ganando a Thiemo de Bakker en la final (7-6 7-6). En el 2011 ganó los títulos Challenger de (Roma y de Nápoles), ambos en el mes de abril.
Schoorel es también alumno de la escuela Johan Cruyff College. 
Su ranking individual más alto en su carrera lo logró el 4 de julio de 2011 cuando llegó al puesto n.º 94 de la clasificación ATP. Mientras que en dobles lo hizo el 30 de agosto de 2010 cuando alcanzó el puesto n.º 299.
Debutó en el año 2011 en el Equipo de Copa Davis de los Países Bajos. Hasta el momento ha disputado 3 encuentros y todos en individuales, ganó 2 en el año 2012 ante los rumanos Petru-Alexandru Luncanu y Darius Bragusi y perdió el restante en el año 2011 ante el sudafricano Kevin Anderson.

## Títulos; 3 (2 + 1)

### Títulos individuales (2)
| Leyenda                   |
| Grand Slam (0)            |
| ATP World Tour Finals (0) |
| ATP Masters 1000 (0)      |
| ATP World Tour 500 (0)    |
| ATP World Tour 250 (0)    |
| ATP Challenger Series (8) |

| N.º | Fecha      | Torneo                               | Superficie    | Rivales en la final | Resultado     |
| --- | ---------- | ------------------------------------ | ------------- | ------------------- | ------------- |
| 1.  | 17.04.2011 | Challenger de Roma (Rai Open) Italia | Tierra batida | Martin Kližan       | 7–5, 1–6, 6–3 |
| 2.  | 23.04.2011 | Challenger de Nápoles Italia         | Tierra batida | Filippo Volandri    | 6-2, 7–6(4)   |

#### Finalista individuales
| N.º | Fecha      | Torneo                                    | Superficie    | Rivales en la final | Resultado        |
| --- | ---------- | ----------------------------------------- | ------------- | ------------------- | ---------------- |
| 1.  | 11.07.2010 | Challenger de Scheveningen Holanda        | Tierra batida | Denis Gremelmayr    | 5–7, 4–6         |
| 2.  | 12.09.2010 | Challenger de Alphen aan den Rijn Holanda | Tierra batida | Jesse Huta Galung   | 7–6(4), 4–6, 4–6 |
| 3.  | 31.08.2011 | Challenger de Dortmund                    | Tierra batida | Leonardo Mayer      | 3-6, 2-6         |

### Títulos Dobles (1)
| N.º | Fecha      | Torneo                 | Superficie    | Pareja      | Rivales en la final                    | Resultado |
| --- | ---------- | ---------------------- | ------------- | ----------- | -------------------------------------- | --------- |
| 1.  | 23.08.2010 | Challenger de Manerbio | Tierra batida | Robin Haase | Diego Junqueira Gabriel Trujillo-Soler | 6-4, 6-4  |